# Leung Bo Yee
Leung Bo Yee (chinesisch 梁寶儀; * 21. November 1993) ist eine Radrennfahrerin aus Hongkong, die auf Straße und Bahn aktiv ist.

## Sportlicher Werdegang
Leung fing im Alter von 10 Jahren im Familienkreis mit dem Radfahren an, um sich während der Schulschließungen infolge der SARS-Pandemie zu beschäftigen. Zusammen mit ihrer drei Jahre jüngeren Schwester Leung Wing Yee fing sie mit dem Radsport auf Bahn und Straße an und gewann als Juniorin bei den Asienmeisterschaften je zwei Medaillen in beiden Disziplinen; insbesondere siegte sie im Straßenrennen der Juniorinnen 2011.
In der Elite hatte sie es jahrelang schwer, an diesen Erfolg anzuschließen. Auf der Straße belegte sie mehrfach Podiumsplätze bei den Hongkonger Meisterschaften, international fuhr sie hauptsächlich Rennen in Asien, inklusive der Asienmeisterschaften, konnte aber keine Siege erzielen. Auf der Bahn erzielte sie mehrere Hongkonger Meistertitel und errang zwei Silbermedaillen in der Mannschaftsverfolgung bei Asienmeisterschaften. 2018 musste sie mehrere Operationen nach einem Bruch des Ellbogens über sich ergehen lassen. Nach schwieriger Rehabilitation kam sie gestärkt zurück und konnte im Oktober 2019 bei den Asienmeisterschaften erstmals zwei Einzelmedaillen gewinnen. 2020 gelang ihr unverhofft die Olympiaqualifikation im Madison. Sie bestritt das olympische Madison-Rennen 2021 zusammen mit Pang Yao, das Paar wurde allerdings nach mehrfacher Überrundung frühzeitig aus dem Rennen genommen.
Zugleich mit ihren sportlichen Aktivitäten studierte Leung Gesundheitspädagogik an der Education University of Hong Kong und erreichte einen Bachelor-Abschluss. 2023 und 2025 gewann Leung zusammen mit ihrer Schwester die Bronzemedaille in der Mannschaftsverfolgung bei den Asienspielen. Sie vertrat Hongkong seit 2015 regelmäßig bei Bahnradsport-Weltmeisterschaften und im Weltcup bzw. Nations Cup.

## Erfolge

### Bahn
2010
 Asienmeisterschaften – Einerverfolgung (Junioren)
2011
 Asienmeisterschaften – Einerverfolgung (Junioren)
2015
 Hongkonger Meisterin – Punktefahren
 Asienmeisterschaften – Mannschaftsverfolgung (mit Meng Zhaojuan, Yang Qianyu und Pang Yao)
2017
 Hongkonger Meisterin – Einerverfolgung
 Asienmeisterschaften – Mannschaftsverfolgung (mit Yang Qianyu, Pang Yao und Diao Xiaojuan)
2019
 Hongkonger Meisterin – Einerverfolgung, Madison (mit Lee Sze-wing)
 Asienmeisterschaften 2020 – Einerverfolgung
 Asienmeisterschaften 2020 – Punktefahren
2022
 Hongkonger Meisterin – Punktefahren, Madison (mit Pang Yao)
2023
 Asienspiele – Mannschaftsverfolgung (mit Lee Sze-wing, Yang Qianyu und Leung Wing Yee)
2024
 Asienmeisterschaften – Punktefahren
 Hongkonger Meisterin – Punktefahren
2025
 Asienmeisterschaften – Mannschaftsverfolgung (mit Lee Sze-wing, Leung Wing Yee und Yang Qianyu)

### Straße
2011
 Asienmeisterin – Straßenrennen (Junioren)
 Asienmeisterschaften – Einzelzeitfahren (Junioren)
2024
 Asienmeisterschaften – Mixed-Staffel